# Zuiderbegraafplaats (Groningen)

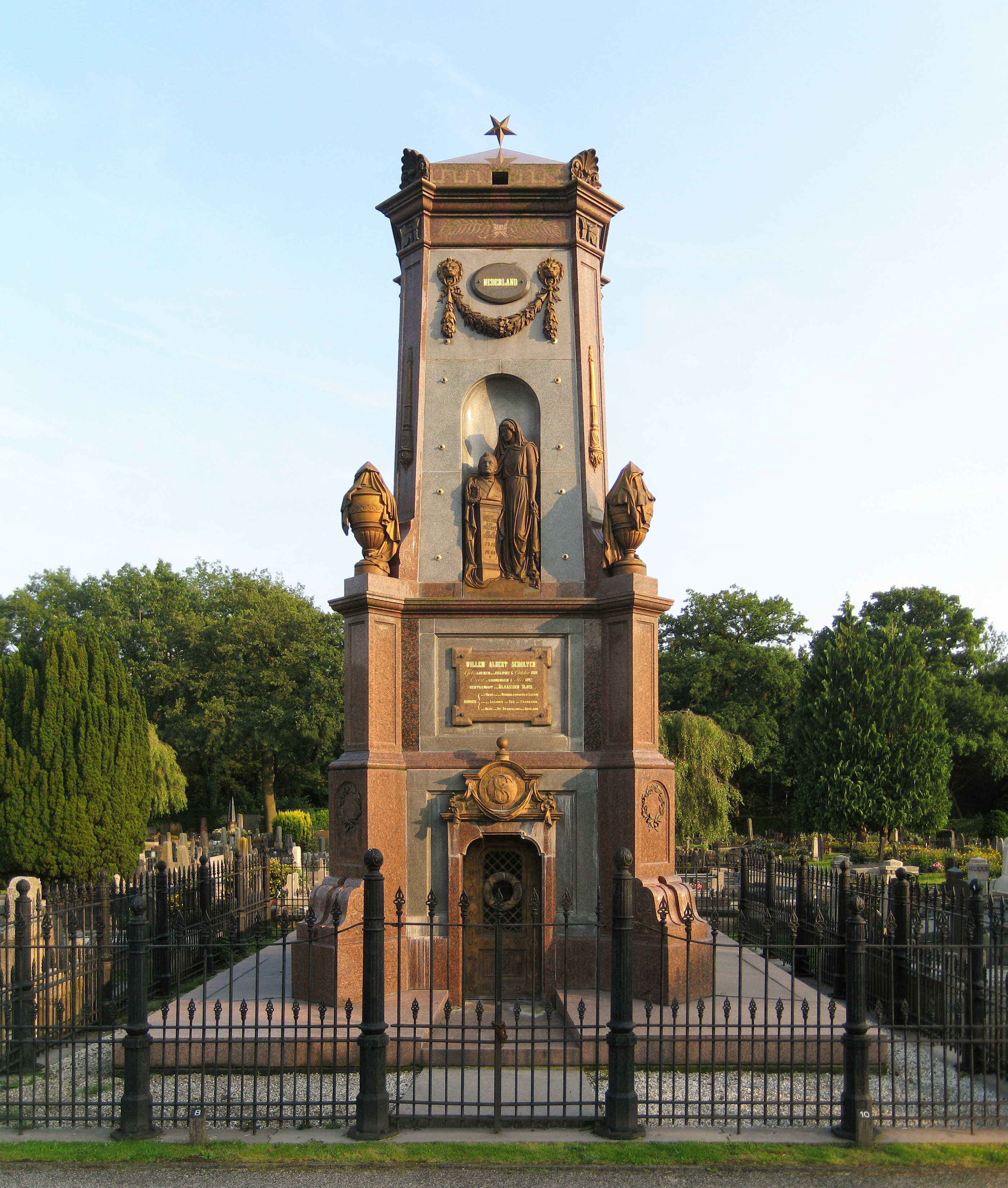
Grafmonument van de familie Scholten (2011)

De Zuiderbegraafplaats is een begraafplaats aan de Hereweg in de Nederlandse stad Groningen. Hij is in 1827 tegelijk met de Noorderbegraafplaats in gebruik genomen, tegen de achtergrond van een ziekte-uitbraak in het jaar daarvoor. Beide zijn nog in gebruik en eind 2021 waren er 37099 mensen begraven. De sobere begraafplaats wordt sinds 1882 gedomineerd door een torenvormig grafmonument. 

## Achtergrond
In  1826 brak de Groninger ziekte uit, die aan 2900 mensen het leven kostte. De bestaande begraafplaatsen raakten vol. Op advies van de Groningse hoogleraar Theodorus van Swinderen werden ten noorden en ten zuiden van de Groninger vesting twee nieuwe ruime begraafplaatsen aangelegd.

## Ligging en uitvoering
De Noorder- en Zuiderbegraafplaats lagen buiten de toenmalige stadspoorten, maar zijn nu de enige die nog in gebruik zijn en in het verstedelijkte gebied liggen. Het zijn sobere en doelmatige begraafplaatsen met kaarsrechte hoofdlanen en haaks daarop rechte zijpaden. De standenmaatschappij ten tijde van de aanleg is herkenbaar in de graven van de Eerste Klasse Eerste Rij: daarop zijn vooral edellieden begraven.
De Zuiderbegraafplaats werd aangelegd op de Hondsrug, zodat de hooggelegen zandgrond een ordentelijke en snelle ontbinding van de begraven lijken garandeerde. De hekken en het dienstgebouw zijn sober en statig. De beplanting is beperkt gehouden tot enige treurwilgen en beuken en door de dichte plaatsing van de graven hebben de Noorder- en Zuiderbegraafplaats een stenen karakter.
De rechthoekige, symmetrisch ingedeelde begraafplaats ligt aan de westzijde van de Hereweg en aan de noordzijde van de Weg der Verenigde Naties. De ingang is aan de oostzijde, aan de Hereweg. Buiten de ingang is in 1864 de vrijstaande opzichterswoning gebouwd in opdracht van de gemeente, naar een eclectisch ontwerp van stadsbouwmeester J.G. van Beusekom. Dit rijksmonument heeft nog zijn oorspronkelijke functie en de buitenkant is opmerkelijk gaaf gebleven.

## Grafmonument
Het enige grote grafmonument is het centraal geplaatste torenvormige natuurstenen grafmonument van de familie Scholten, dat al door  zijn hoogte opvalt. Eronder ligt een ruime grafkelder met 27 plaatsen voor deze rijke familie. De bouwheer, de industrieel Willem Albert Scholten, wilde het groter, maar de 45 plaatsen – volgens sommige bronnen zelfs 55 – die hij bij de bouw in 1882 in gedachten had, werden hem door het gemeentebestuur niet toegestaan. Het rijk geornamenteerde graf is een rijksmonument.

## Verzetsmonument
Vlak bij de ingang staat sinds 2021 een granieten verzetsstrijderssteen, ter nagedachtenis aan tijdens de Tweede Wereldoorlog omgekomen verzetsmensen. Initiatiefnemer was Henk Bakker, rondleider en onderzoeker op deze begraafplaats. In de door Steenhouwerij Krul te Peize geleverde steen zijn de namen van de hier begraven verzetsstrijders gezandstraald: zestien namen van geëxecuteerde mensen, drie die direct tijdens/na de bevrijding zijn omgekomen en twee personen die een verzetsdaad hebben gepleegd en daarom zijn doodgeschoten. Drie van hen zijn ondertussen overgebracht naar Loenen. Naast de namen vermeldt de steen een gedicht van stadsdichter Renée Luth. Het project werd mede gefinancierd door het J.B. Scholtenfonds. Het monument werd op 7 juli 2020 door burgemeester Koen Schuiling onthuld.

## Hier begraven
In chronologische volgorde van begraving:
- Henri Daniel Guyot (1753–1828), predikant en docent
- Gerbrand Bakker (1771–1828), hoogleraar en medicus
- Gustaaf van Imhoff (1767–1830), Commissaris van de Koning
- Evert Jan Thomassen à Theusink (1762-1832), oprichter academisch ziekenhuis
- Hendrik de Cock (1801–1842), dominee, voorman van de bevindelijk gereformeerden
- Jan Goeverneur (1809–1889), schrijver, dichter en vertaler
- Eduard Koning (1824-1892), burgemeester van Wedde
- Willem Albert Scholten (1819–1892), oprichter van de eerste Nederlandse industriële multinational
- Gerhardus Diephuis (1817–1892), hoogleraar privaatrecht
- Geert Adriaans Boomgaard (1788-1899), oudste mens ter wereld
- Johan Adriaan Feith (1858–1913), rijksarchivaris in Groningen
- Lodewijk Thomson (1869–1914), majoor
- Eerste Wereldoorlog (1914–1918): negen Britse militairen, die geïnterneerd waren in het Engelse Kamp. Hun graven worden beheerd door de Commonwealth War Graves Commission, met jaarlijkse herdenking rond 11 november.
- Jan Evert Scholten (1849–1918), industrieel
- Albert Fongers (1841–1921), fietsfabrikant
- Otto Eerelman (1839–1926), kunstschilder
- Gerrit van Houten (1866–1934), kunstschilder
- Treinramp bij Winsum (1940): dertien slachtoffers
- Ruurt Hazewinkel (1855–1940), krantenuitgever
- Ties Fongers (1871–1944), fietsfabrikant
- Tweede Wereldoorlog (1940–1945): dertien verzetsstrijders
- Jan Altink (1885-1971), kunstschilder (De Ploeg)
- Dick Hamming (1925–2005), arts en roeier

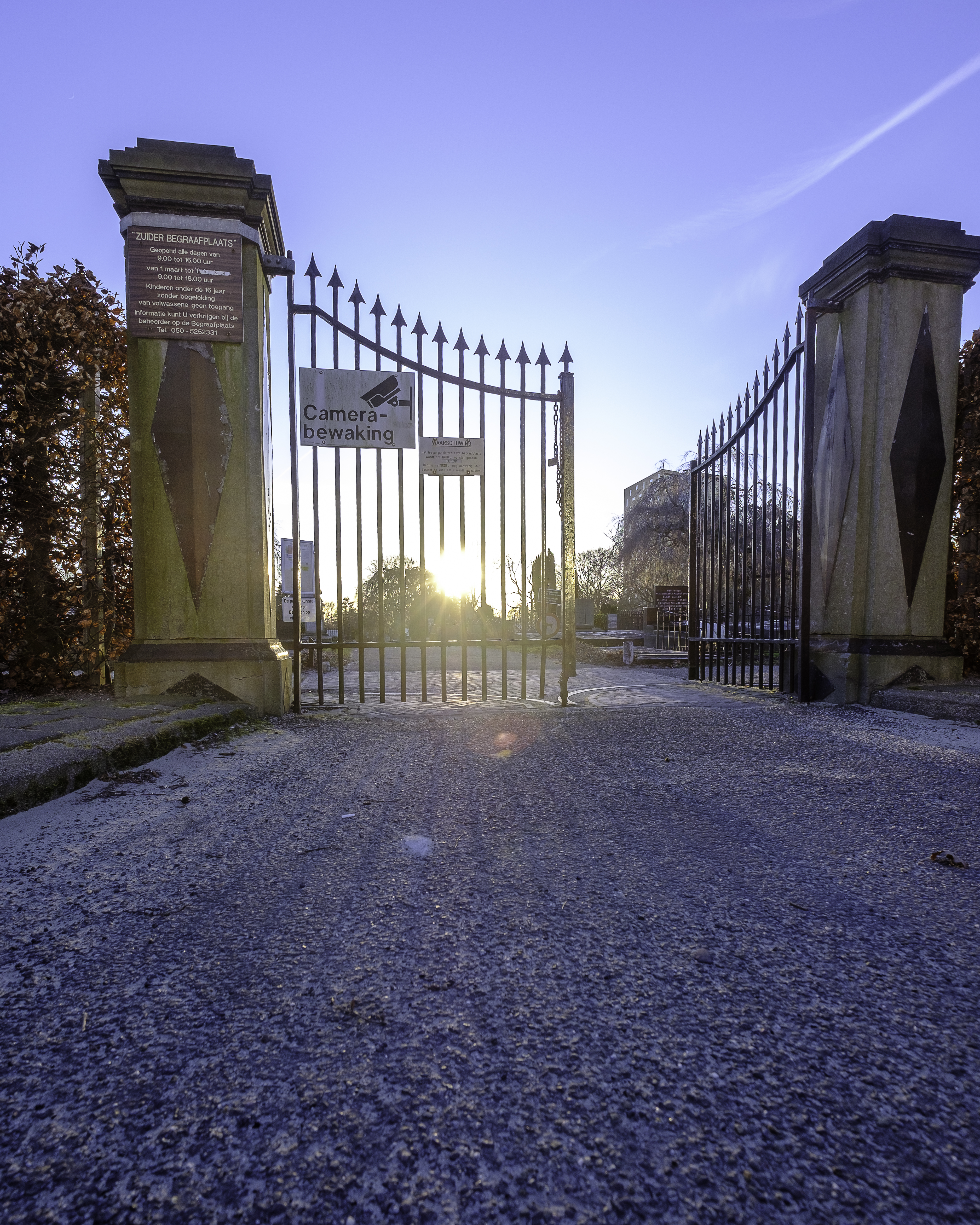
Entree
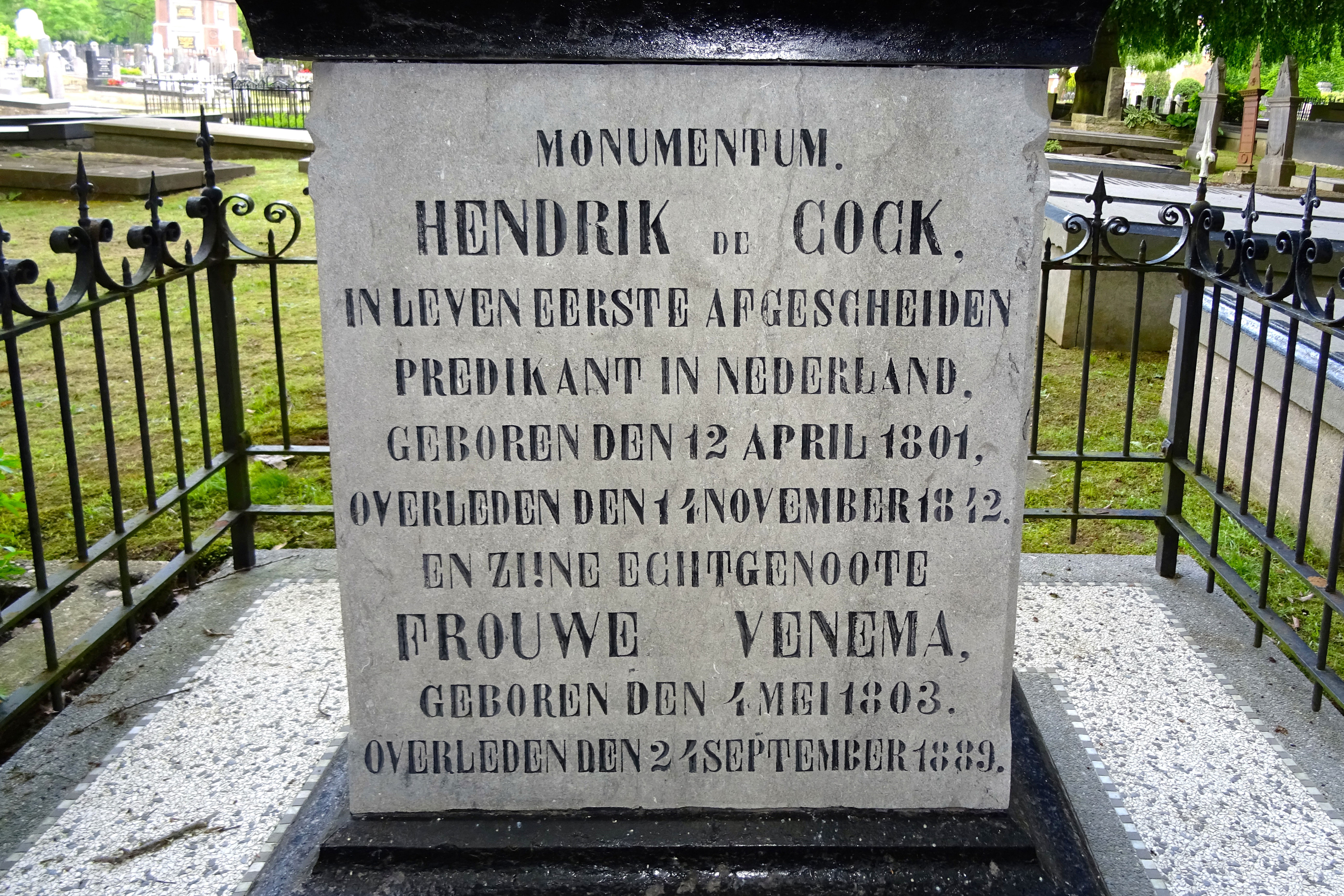
Graf van Hendrik de Cock
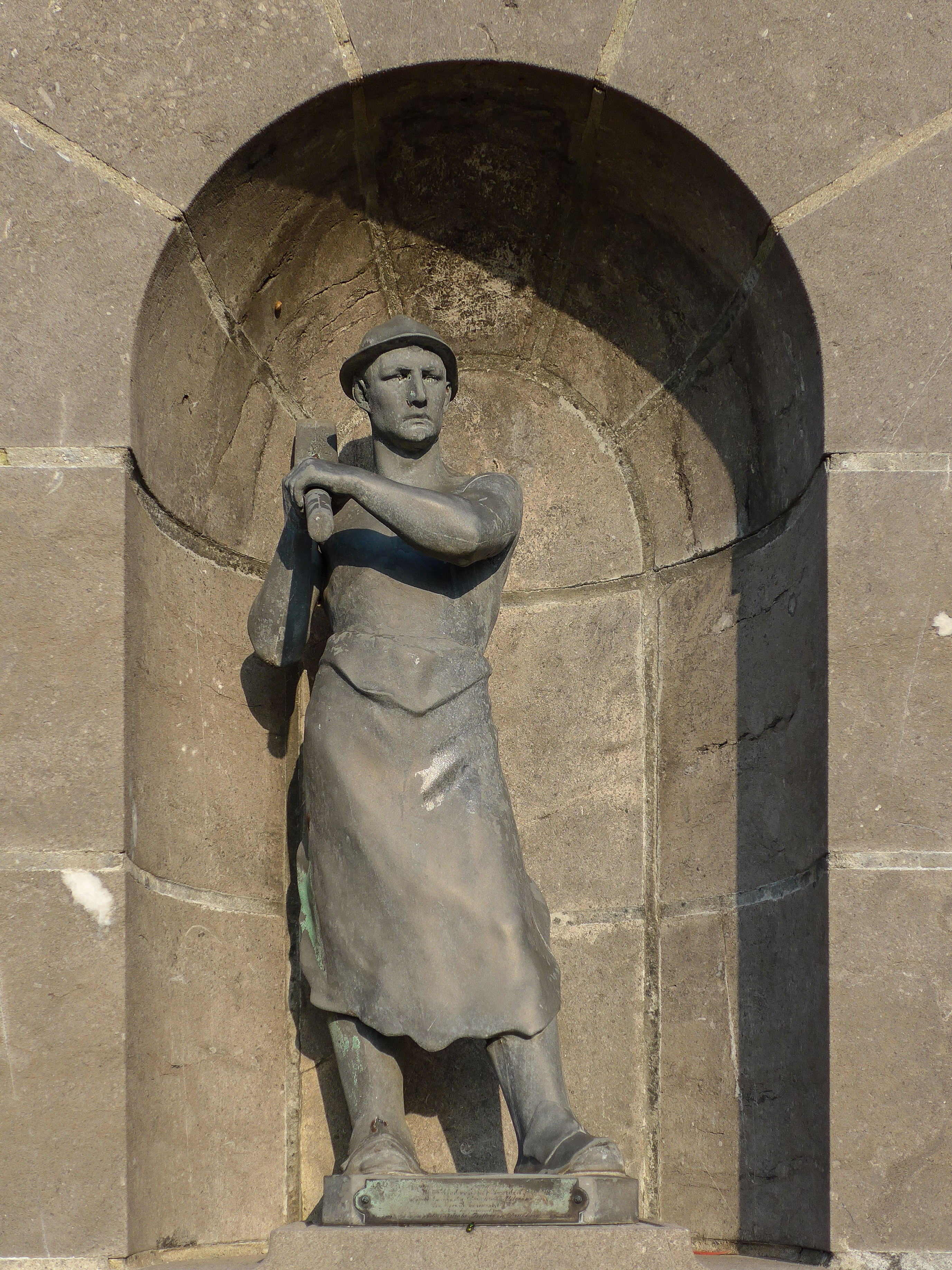
Het beeld 'Le Travailleur' van Constantin Meunier, onderdeel van het grafmonument voor o.a. Ruurt Hazewinkel Jzn., de oprichter van het Nieuwsblad van het Noorden.
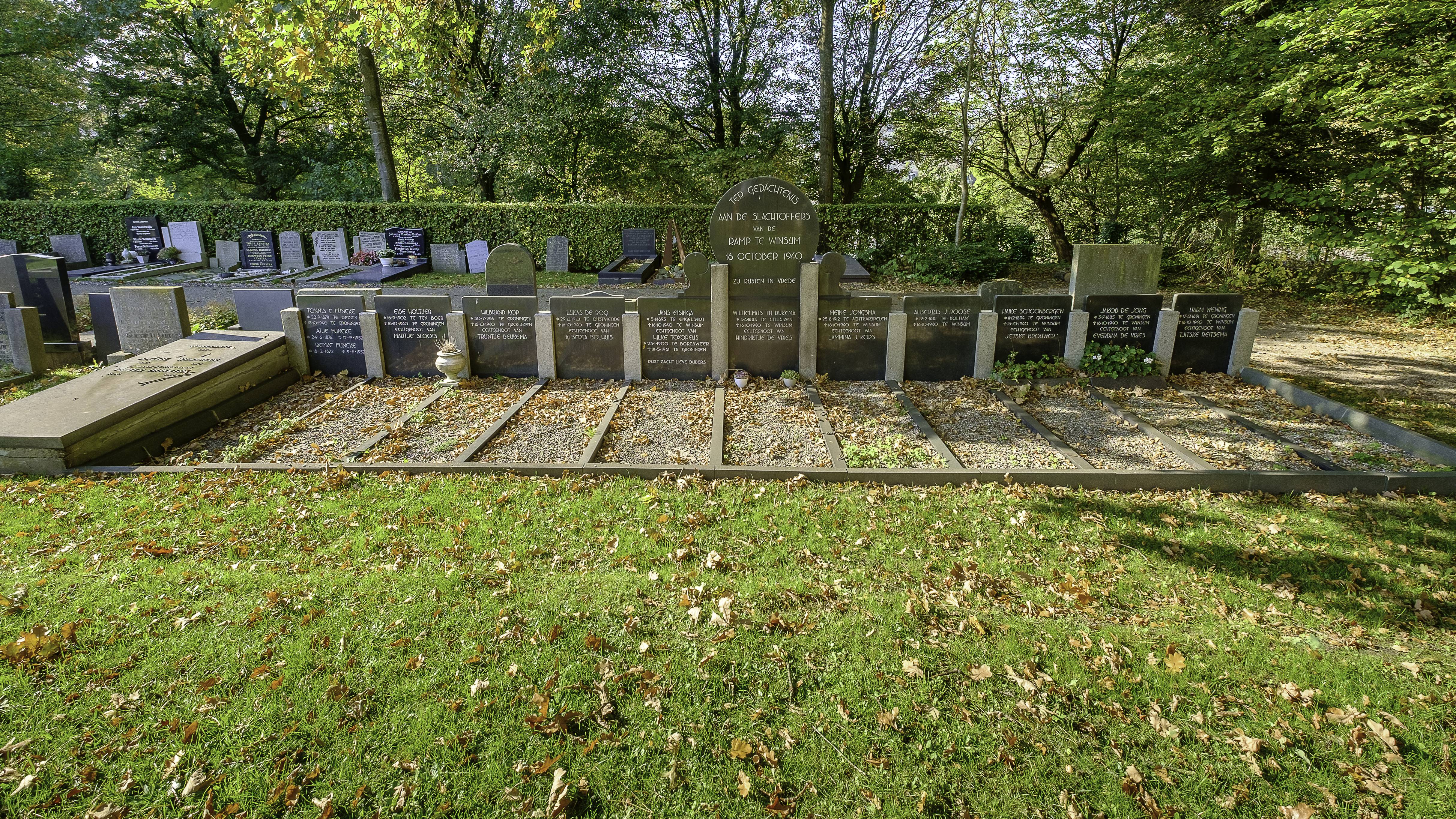
Grafmonument voor de slachtoffers van de treinramp bij Winsum in 1940
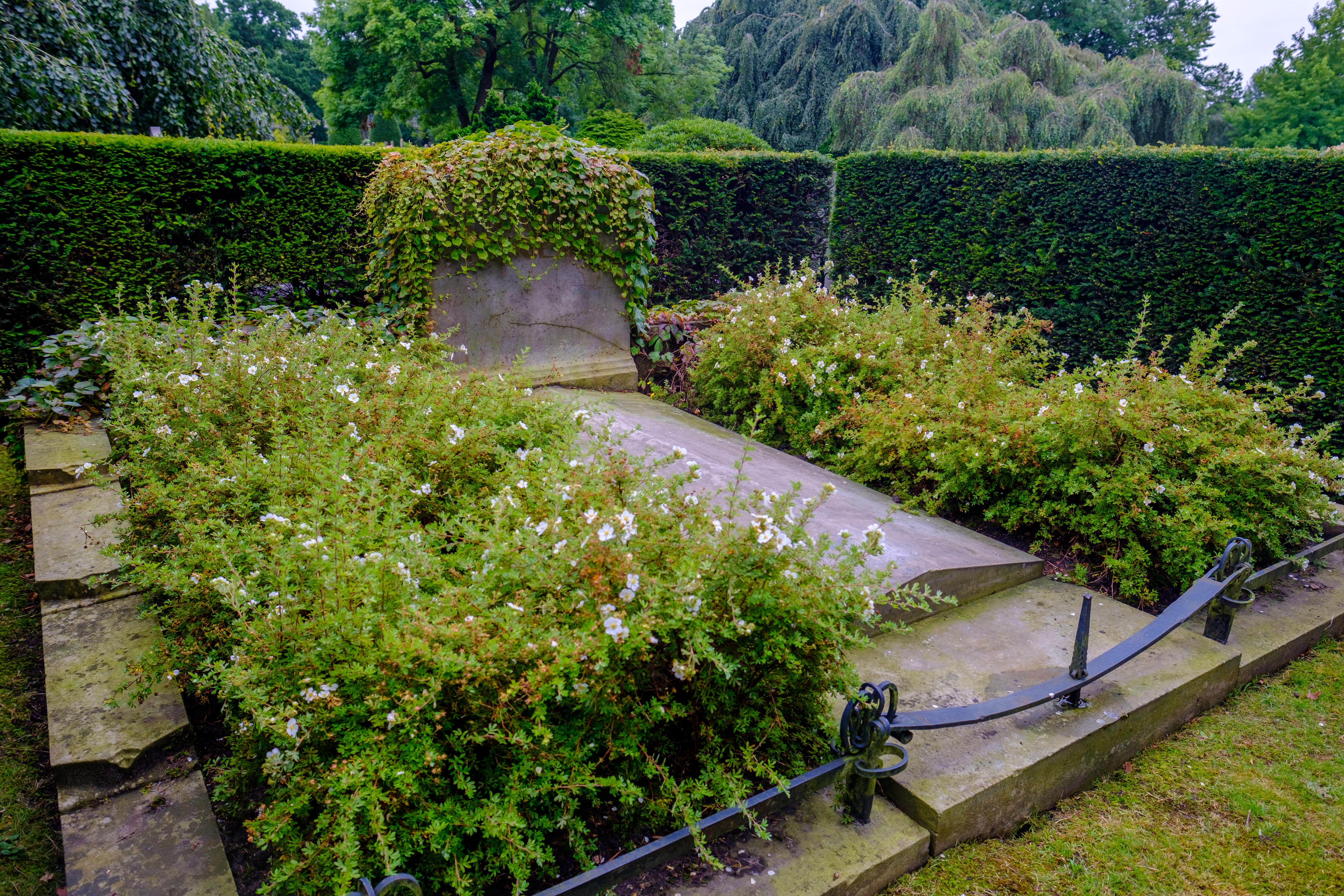
Graf van de familie Fongers op de Zuiderbegraafplaats in Groningen. Het graf is omringd door een taxushaag en ligt als een van de weinige gekeerd naar het noorden, waar de fietsenfabriek van Fongers stond.
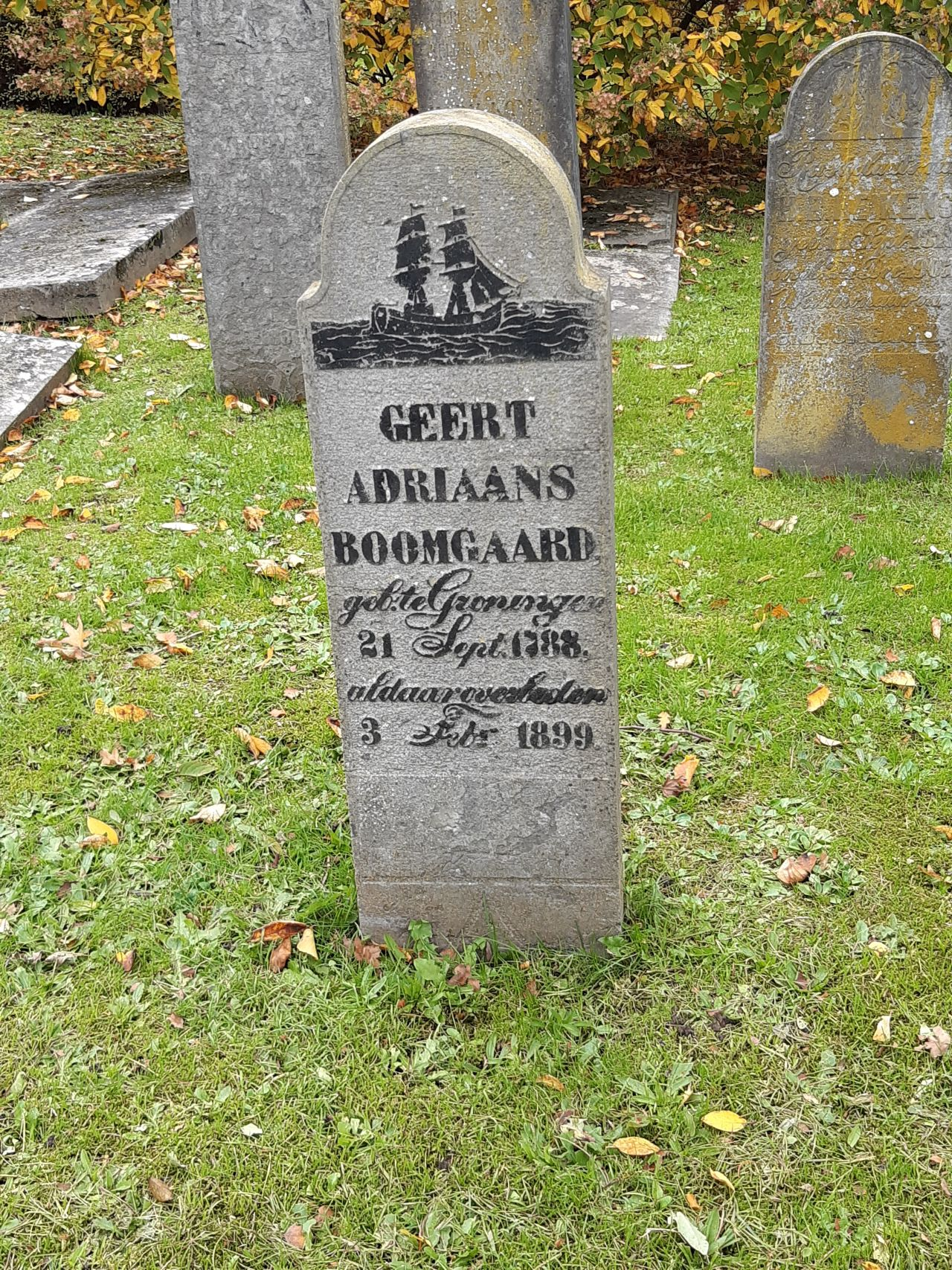
Graf van Geert Adriaans Boomgaard, die op 110-jarige leeftijd overleed.